# Phthiracarus ligneus
Phthiracarus ligneus är en kvalsterart som beskrevs av Rainer Willmann 1931. Phthiracarus ligneus ingår i släktet Phthiracarus och familjen Phthiracaridae. Inga underarter finns listade i Catalogue of Life.